# Курило Оксана Юріївна
Оксана Курило (нар. 24 червня 1978 у м. Чкаловськ, Таджикистан) — українська волейболістка, ліберо. Виступала за команди «Педуніверситет» (Вінниця), «Сєвєродончанка» (Сєвєродонецьк), «Джінестра» (Одеса). Майстер спорту.
Бронзовий призер Чемпіонату України 2006 («Сєвєродончанка»), срібний призер Чемпіонату України 2008, 2009—2010 («Джінестра»), Володар Кубка України 2009—2010, 2010-2011 («Джінестра»).
30 березня 2012 року залишила команду «Джінестра» після матчу за 5-7 місця чемпіонату через відсутність фінансування.